# Jack Markell
Jack A. Markell (sinh ngày 26 tháng 11 năm 1960) là thống đốc thứ 73 và là đương kim tiểu bang Delaware, Hoa Kỳ từ năm 2009. Ông là một doanh nhân, một thành viên của Đảng Dân chủ Hoa Kỳ quê Centreville, quận New Castle, từng là bộ trưởng ngân khô bang Delaware 1999-2009 và được bầu làm Thống đốc thứ 73 của bang Delaware vào tháng 10 năm 2008. Hiện trong nhiệm kỳ đầu tiên của mình, ông là thống đốc của tiểu bang người gốc Do Thái đầu tiên. Ngày 02 tháng 12 năm 2009, người ta thông báo rằng Markell sẽ kế tục Thống đốc bang Montana Brian Schweitzer làm Chủ tịch của Hiệp hội Thống đốc Dân chủ nhiệm kỳ 2009-2010.

## Cuộc đời và giáo dục
Markell lớn lên ở Newark, Delaware, và tốt nghiệp từ trung học Newark và Đại học Brown ở Providence, Rhode Island, tốt nghiệp cử nhân kinh tế và nghiên cứu phát triển và nhận được một văn bằng thạc sĩ của Đại học Chicago. Khi còn nhỏ, ông đã tham dự Trại Galil, một trại hè trong phong trào lao động thanh niên Do Thái, Habonim Dror. Ông kết hôn với Carla Markell, và có hai con, Molly và Michael.

## Sự nghiệp kinh doanh
Markell từng là Phó Chủ tịch Phát triển Công ty tại Nextel, và giúp cho lãnh đạo phong trào công nghệ không dây. Các vị trí làm việc của ông bao gồm chức quản lý cao cấp cho Comcast cũng như tư vấn cho McKinsey & Company và là một chủ ngân hàng tại First Chicago Corporation.